# Getin Holding
Getin Holding S.A. — финансовый холдинг, образованный в Варшаве в 1996 году. Холдинг начал свою работу как электронный бизнес-центр, став лидером в секторе информационных технологий для малого и среднего бизнеса Польши, предоставляя IT, CRM и ERP решения для польских компаний.
Getin Holding инвестирует в предприятия финансового сектора (банки, страховые, лизинговые и брокерские компании). Организация ведёт свою деятельность не только на территории Польши, но и в странах Центральной и Восточной Европы. В состав GETIN Holding входят следующие компании: GETIN Bank, GETIN Leasing, Noble Bank, Open Finance, Powszechny Dom Kredytowy, Fiolet TU Europa, Noble Funds, Carcade Leasing (Россия), Украина, Польша, Белоруссия), Белорусский банк малого бизнеса (Белоруссия). В 2011—2015 в состав GETIN Holding входил Idea Bank (Россия).
Показатели холдинга входили в польский фондовый индекс WIG 20.

## Владельцы
Основные владельцы (данные компании):
- Лешек Чарнецкий[англ.] (55,74 %),
- польский инвестфонд Pioneer (7,59 %).

## Финансовые показатели
Финансовые показатели (МСФО, шесть месяцев 2010 года):
- дивидендный доход — 370 млн евро,
- чистая прибыль — 58,5 млн евро[3].